# Aleksander z Malonne
Aleksander z Malonne (zm. 9 marca 1156) – biskup płocki od 1129.

## Życiorys
Pochodził z terenów dzisiejszej Belgii, z okolic Liège. Przybył do Polski razem z bratem Walterem, wyświęconym potem na biskupa wrocławskiego, którego wprowadzał w stosunki polskie. Wraz ze swoim bratem przeprowadzał w Polsce reformy papieża Grzegorza VII, a także prowadził wyprawy na pogańskich Prusów oraz uczestniczył w walce z Władysławem Wygnańcem i sprawował opiekę nad Bolesławem Kędzierzawym. Zasłużył się jako mecenas sztuki i fundator kościołów.
W Płocku w miejscu katedry księcia Władysława Hermana rozpoczął budowę nowej romańskiej katedry na Wzgórzu Zamkowym (1130–1144). Ufundował osadzone w niej brązowe drzwi wejściowe (tzw. drzwi płockie) wykonane na zamówienie w latach 1152–1154 w ludwisarni Riquina i Weismutha w Magdeburgu (już w średniowieczu zostały wywiezione na Litwę, obecnie w nowogrodzkim soborze Mądrości Bożej, w płockiej katedrze znajduje się kopia). Katedrę konsekrowano w 1144.
Sprowadził kanoników regularnych do Czerwińska.